# Bridgeport (Alabama)
Pour les articles homonymes, voir Bridgeport.
Bridgeport est une ville américaine située  dans le Comté de Jackson dans l'État de l'Alabama. En 2000, sa population était de 2 728 habitants.

## Démographie
| 1900  | 1910  | 1920  | 1930  | 1940  | 1950  | 1960  | 1970  |
| ----- | ----- | ----- | ----- | ----- | ----- | ----- | ----- |
| 1 247 | 2 125 | 2 018 | 2 124 | 2 031 | 2 386 | 2 906 | 2 908 |

| 1980  | 1990  | 2000  | 2010  | - | - | - | - |
| ----- | ----- | ----- | ----- | - | - | - | - |
| 2 974 | 2 936 | 2 728 | 2 418 | - | - | - | - |

## Source de la traduction
- (en) Cet article est partiellement ou en totalité issu de l’article de Wikipédia en anglais intitulé « Bridgeport, Alabama » (voir la liste des auteurs).